# Ptahchenu
Ptahchenu war Aufseher im Palast des Pharao. Der Name seiner Frau ist nicht erhalten.

## Sein Grab
Die Steinmastaba (G 2004) im Westfriedhof in der von Nekropole von Gizeh stammt aus der Mitte der 5. Dynastie. Ausgegraben wurde sie 1905 von George Andrew  Reisner. In der Grabanlage tauchen eine Reihe von Namen auf, die in keiner verwandtschaftlichen Beziehung zu Ptahchenu stehen. Das ist dadurch zu erklären, dass bei der Errichtung der Mastaba eine Reihe von Bauelementen aus anderen Gräbern verwendet wurde. So sind allein drei Scheintüren aus anderen Gräbern nachweisbar: die Scheintür des Iteti, Teile der Scheintür von Iriene (G 2033) und die Scheintür des Ysh. Die Mastaba enthielt mehrere Grabschächte. In der Grabkammer von Schacht A 2 fand sich ein in den Fels geschlagener Steinsarg mit einem Skelett. Im Serdab der Grabkapelle stand die sehr gut erhaltene, farbige Doppelstatue von Ptahchenu und seiner Frau. Auf der Bodenplatte waren Name und Amtstitel des Ptahchenu und der Name seiner Frau verzeichnet, letzterer ist jedoch zerstört. Die Doppelstatue befindet sich heute im Museum of Fine Arts in Boston (MFA 06.1876). Die Scheintür des Iteti, auf der zwei Frauen und zwei Töchter namentlich genannt werden, wird ebenfalls dort verwahrt (MFA 061888).

## Weblink
- Wikipedia: Nekropole von Gizeh